# María del Carmen Bellón
María del Carmen Bellón Mondéjar (ur. 25 maja 1964 w Linares) – hiszpańska judoczka. Olimpijka z Barcelony 1992, gdzie zajęła dwudzieste miejsce w wadze średniej.

## Kariera sportowa
Siódma na mistrzostwach świata w 1991; uczestniczka zawodów w 1984, 1987 i 1989. Startowała w Pucharze Świata w latach 1990 - 1993. Brązowa medalistka mistrzostw Europy w 1985 i siódma w 1986 roku.

## Letnie Igrzyska Olimpijskie 1992
| Konkurencja | Eliminacje           | Klas. końcowa |
| Konkurencja | Przeciwnik I         | Miejsce       |
| ----------- | -------------------- | ------------- |
| 66 kg       | Claire Lecat (FRA) P | 20.           |